# بخش روگندینسکی
بخش روگندینسکی (به لاتین: Rognedinsky District) یک منطقهٔ مسکونی در روسیه است که در استان بریانسک واقع شده‌است.